# 龍田川
龍田川（日语：／ Tatsuta gawa */?）是日本大和川流域的一條支流。上流叫作「生駒川」（日语：／ Ikoma gawa */?）、中流叫作「平群川」（日语： Heguri gawa */?）。

## 概況

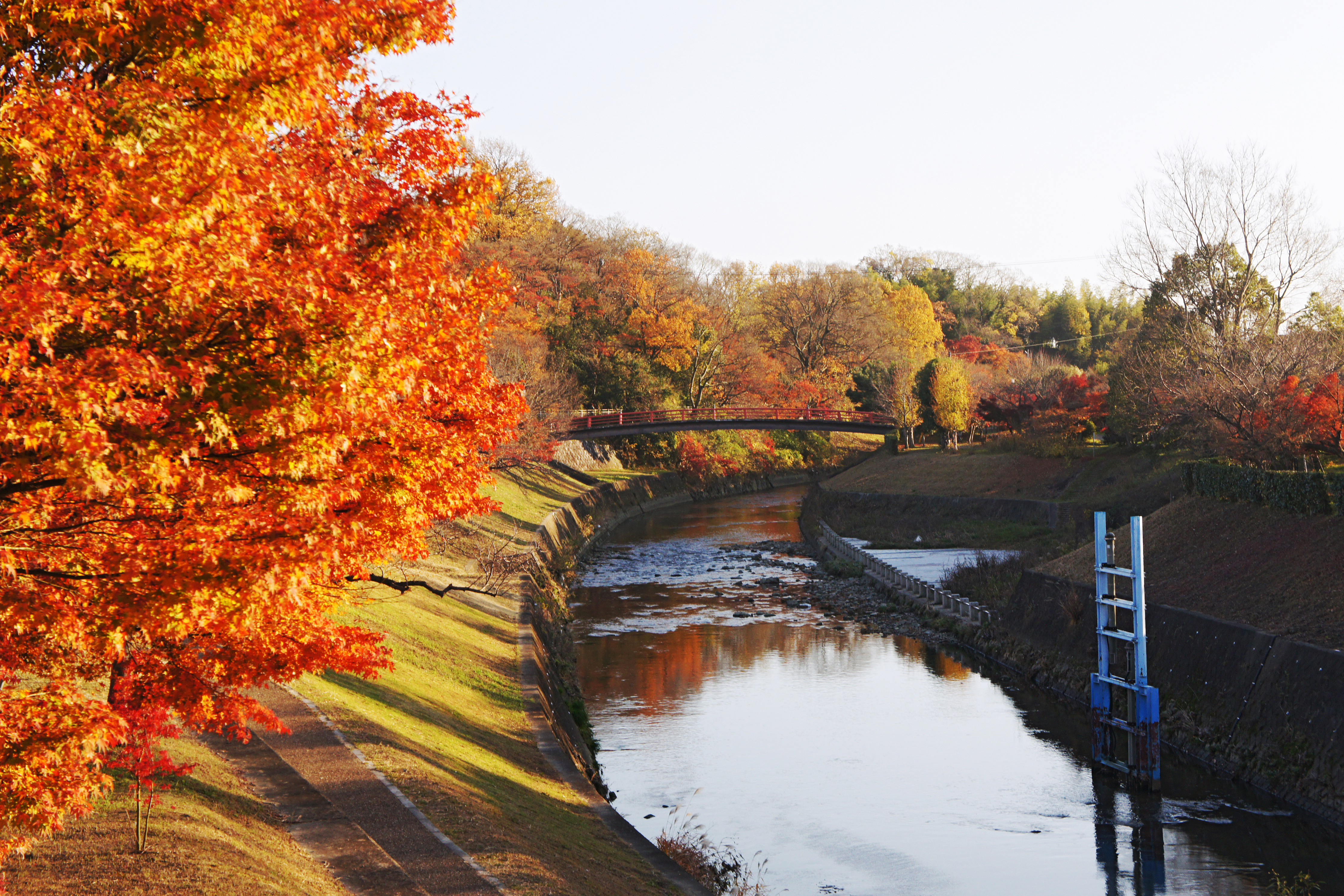
秋季的龍田川

龍田川發源於奈良縣生駒市內標高642m的生駒山東側，向南流經生駒谷、平群谷地，最終在生駒郡斑鳩町神南滙入大和川。主要支流有東生駒川、出会川、神田川、櫟原川和井文字川。龍田川自古位於交通要道上，龍田橋橫跨其上，近畿日本鐵道生駒線及168國道亦經過其流域。

## 文化

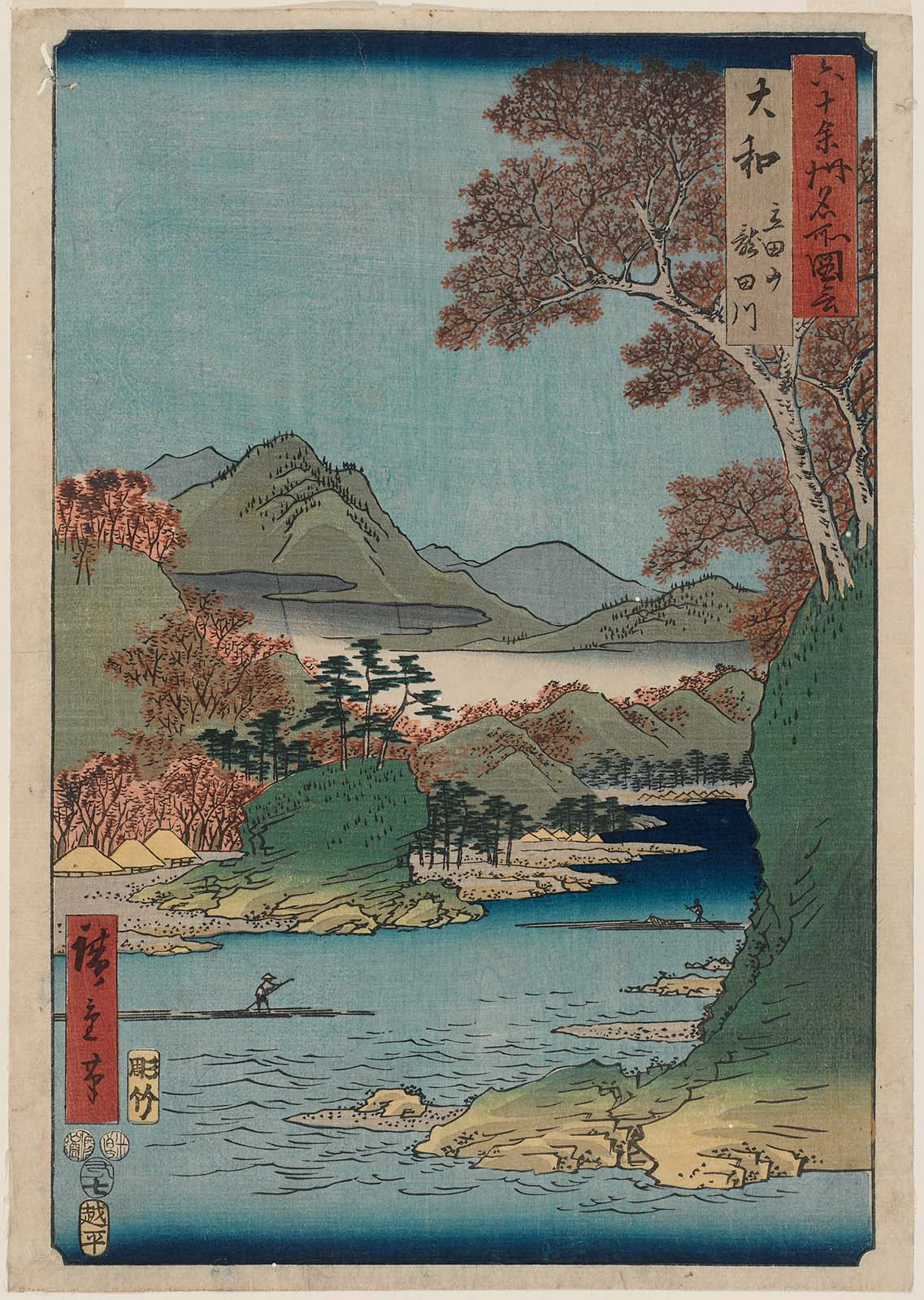
《六十餘州名所圖會》中的龍田川

龍田川自古以來即是奈良地區著名的紅葉觀賞地，一些詩人吟詠龍田川之和歌仍保存至今。其中，以在原業平的和歌為題材的落語《千早振》亦使得龍田川廣為人知。
另外，龍田唐揚亦因色澤酷似龍田川岸的紅葉而得名。龍田川流域的斑鳩町和生駒市也分別於2013年、2014年將龍田唐揚列為当地人氣料理特選。

## 外部連結
- 大和川河川事務所（国土交通省近畿地方整備局）